# Formă bipartită
În muzică, o formă bipartită se definește ca o structură alcătuită din două secțiuni. Notația ei schematică este A–B, unde A reprezintă prima secțiune, iar B corespunde celei de a doua secțiuni. Bipartitismul se poate prezenta în mai multe feluri: simplu, cu mică repriză, dublu sau compus.